# Dummie la mòmia i l'escarabat d'or
Dummie la mòmia i l'escarabat d'or (títol original en neerlandpes, Dummie de Mummie) és una pel·lícula juvenil neerlandesa del 2014 dirigida per Pim van Hoeve. És protagonitzada per Roeland Fernhout, Julian Ras, Ton Kas i Yahya Gaier i tracta sobre una mòmia que de sobte cobra vida i va veure que és la cosina d'en Goos Guts, que té cremades greus. La pel·lícula està basada en la sèrie de llibres Dummie de Mummie de Tosca Menten. S'ha doblat i subtitulat al català pel canal SX3.